# Moso in Passiria
Moso in Passiria (németül: Moos in Passeier) település Olaszországban, Bolzano autonóm megyében. Lakosainak száma 2034 fő (2023. január 1.). Moso in Passiria Parcines, Racines, San Leonardo in Passiria, Senales, Tirolo, Rifiano, San Martino in Passiria és Sölden községekkel határos.

## Népesség
A település népességének változása:
| Lakosok száma | 2107 | 2097 | 2034 |
|               | 2017 | 2018 | 2023 |